# Tracy Kidder
John Tracy Kidder (né le 12 novembre 1945) est un écrivain américain qui a reçu le prix Pulitzer de l'essai pour son ouvrage The Soul of a New Machine (en) (1982) qui raconte l'histoire de la construction d'un ordinateur Data General (en). Sa biographie de Paul Farmer (2003) a également été appréciée.